# 記憶乍響
《記憶乍響》 （英語：Louder Than Bombs）是2015年由挪威導演尤沃金·提爾所執導的英語電影作品，獲選為第68屆坎城影展正式競賽片。

## 劇情
戰地記者伊莎貝車禍過世後，她的丈夫金恩與仍在學的小兒子康拉達獨自生活，彼此同住卻陌生相待；三年後，為了伊莎貝的攝影回顧展，大兒子約拿返家欲一同整理媽媽的底片和相片作品，心裡卻對剛出生的女兒與老婆心存逃避。當伊莎貝昔日的記者夥伴理查決定寫一篇紀念專文時，金恩開始嘗試告訴康拉達母親當年車禍的真相。

## 演員
- 傑西·艾森柏格 - 約拿
- 蓋布瑞·拜恩 - 金恩
- 德凡·祖德（英语：Devin Druid） - 康拉達
- 伊莎貝·雨蓓 - 伊莎貝
- 大衛·史崔森 -理查
- 瑞秋·布羅斯納安 - 艾琳
- 艾美·萊恩 - 漢娜

## 製作
2013年5月，尤沃金·提爾開始籌備拍攝他的第一部英語片，但同年8月29日該製作案因資金問題被迫無限期擱置；2014年2月，法國Arte加入投資後，電影製作案才又開始進行。2014年9月4日，電影於紐約市開始為期八週的拍攝。

## 外部連結
- 互联网电影数据库（IMDb）上《記憶乍響》的资料（英文）